# Pasaporte ucraniano
El pasaporte ucraniano es el documento oficial, emitido por el gobierno de Ucrania que identifica al nacional ucraniano ante las autoridades de otros países, permitiendo la anotación de entrada y salida a través de puertos, aeropuertos y vías de acceso internacionales. Permite también contener los visados de autorización de entrada. El pasaporte permite los derechos de libre circulación y residencia en cualquiera de los estados del Espacio Económico Europeo, así como en Suiza.

## Apariencia física y datos contenidos
El pasaporte ucraniano es de color azul, con las palabras en ucraniano: "УКРАЇНА" (en español: Ucrania) y "ПАСПОРТ" (en español, Pasaporte) inscritas en la parte superior de la portada, abajo están escritas las mismas palabras (en inglés: UKRAINE y PASSPORT) y el Escudo de armas de Ucrania estampado en la parte inferior de la portada. El pasaporte ucraniano tiene el símbolo biométrico estándar estampado bajo la palabra PASSPORT, y usa el diseño estándar de la Unión Europea.

## Visados
En 2021, Ucrania está en el puesto 35, haciendo que puedan acceder a 136 países.

Ucrania
No se requiere visa
Visa a la llegada
Visa electrónica
Visa disponible tanto a la llegada como en línea
Se requiere visa antes de la llegada
Admisión denegada